# Laramidia

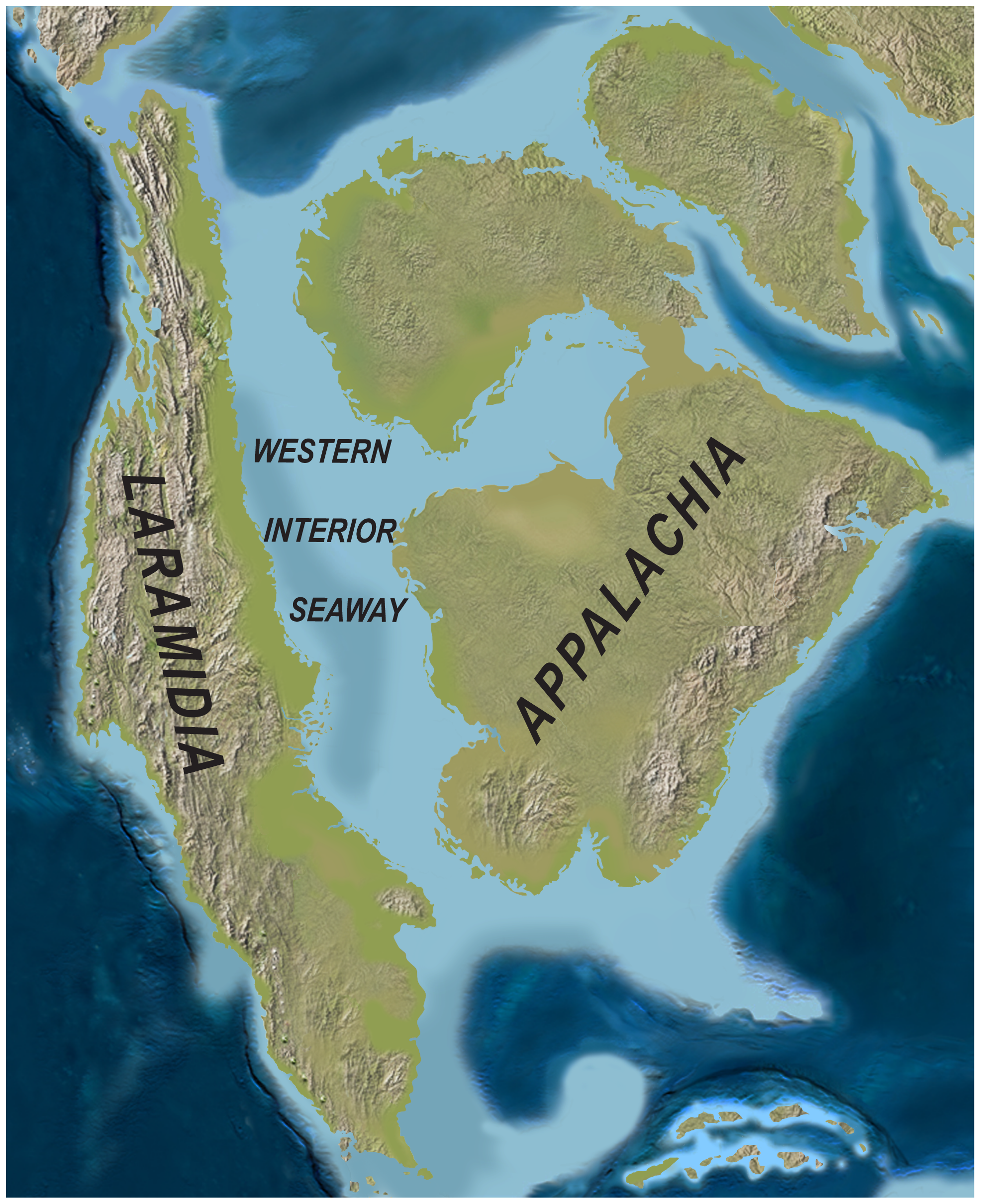
Karte von Nordamerika im späten Campan mit den Landmassen Laramidia und Appalachia und dem Western Interior Seaway dazwischen

Laramidia war ein Festlandsbereich, der während der Oberkreide (99,6 - 66 Mio. Jahre) den Westen des teils von einem ausgedehnten Flachmeer bedeckten nordamerikanischen Kontinents einnahm. Laramidia wurde 1996 durch den Paläontologen J. David Archibald benannt. Namensgeber ist die Stadt Laramie im US-Bundesstaat Wyoming, die in der entsprechenden Region des heutigen Nordamerika liegt.

## Geographie
Laramidia erstreckte sich in nord-südlicher Richtung vom heutigen Alaska bis hinab nach Mexiko etwa auf Höhe des Bundesstaates Michoacán. Die Ausdehnung in ost-westlicher Richtung war dagegen deutlich geringer und reichte nur von der Westküste der heutigen Vereinigten Staaten bis etwa an die östlichen Grenzen von British Columbia oder Idaho. Vom Turonium bis zum Beginn des Paläozän war Laramidia durch ein flaches Schelfmeer, den Western Interior Seaway von der Festlandsmasse Appalachia im Osten getrennt. Erst als dieses Meer sich langsam in Richtung des heutigen Golfs von Mexiko zurückzog, verbanden sich die beiden Festländer zum modernen Nordamerika.

## Paläoökologie

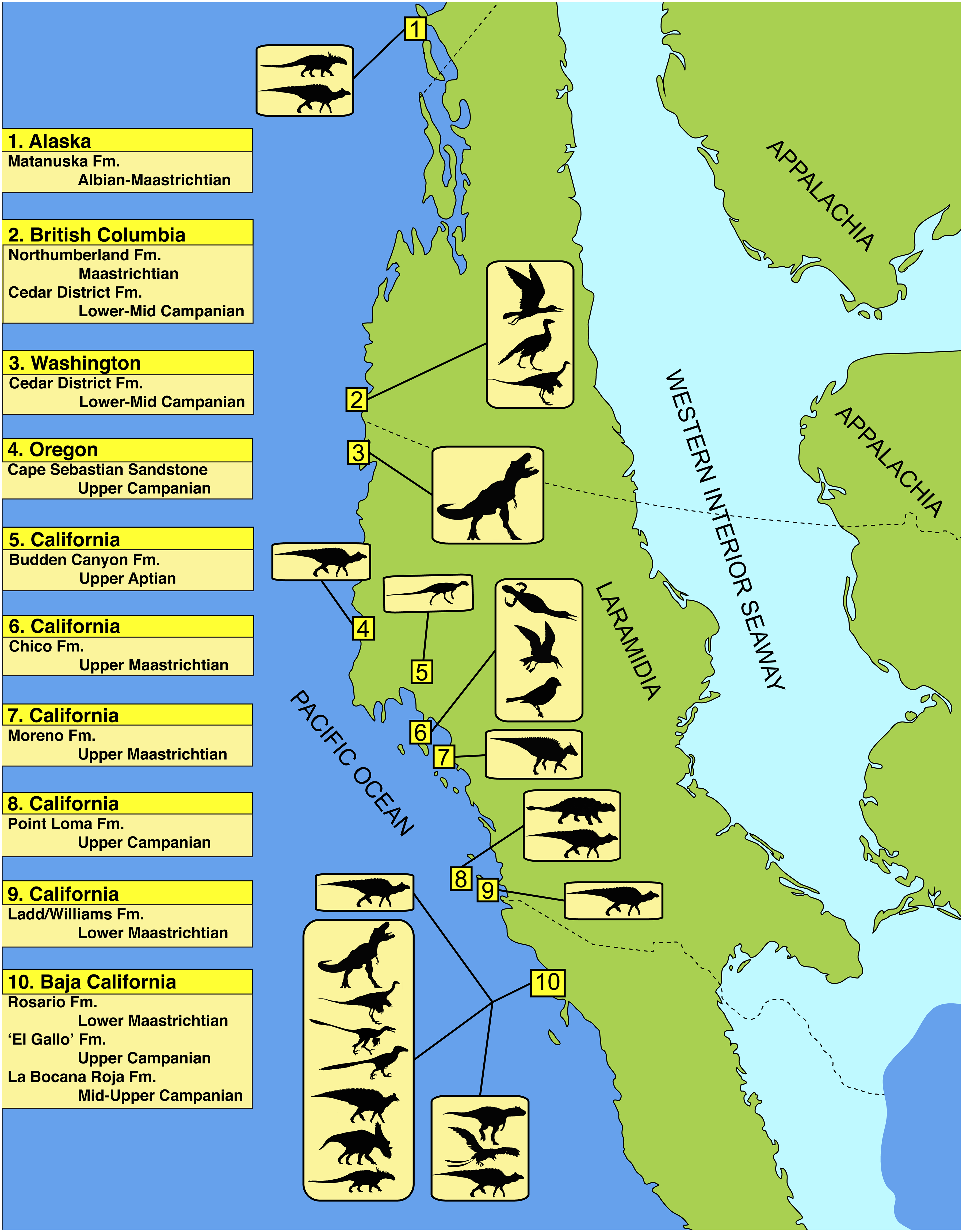
Grober Überblick über den Dinosaurier-Fossilbericht der Westküste Laramidias

Der Fossilbericht für Laramidia gilt als ausgesprochen gut und ist deutlich aussagekräftiger als der von Appalachia. Die Landmasse bot in den nördlichen Teilen ein subtropisches Klima mit ausgedehnten Küstenebenen und großen Sümpfen. Im Süden war das Klima vermutlich wärmer und eher tropisch als subtropisch. Die Vegetation bestand vor allem aus Bedecktsamern, Koniferen, Palmengewächsen und Palmfarnen.
Laramidia ist vor allem für seinen Reichtum an Dinosaurier-Fossilien bekannt, wobei sich die vorkommenden Arten im Norden teils deutlich von denen weiter im Süden unterschieden. Der Paläontologe Scott Sampson, der die Fauna Laramidias erforscht hat, und andere Forscher gehen davon aus, dass ein geographisches Hindernis den Nord- vom Südteil der Landmasse trennte und es so zu einer divergenten Evolution der betroffenen Populationen kam. Die am häufigsten vorkommenden Dinosaurier gehörten der Gruppe der Hadrosauridae an. Eine weitere häufige Gruppe waren die Ceratopsidae, deren Untergruppe, die Chasmosaurinae als endemisch in Laramidia gelten. Andere dort lebende Arten waren Angehörige der Gruppen Theropoda, Pachycephalosauria und Ankylosauridae.
Neben den Dinosauriern wurden unter anderem fossile Überreste von Amphibien, Fischen, Pterosauriern sowie früher Säugetiere und Vögel gefunden. Auch Wirbellose wie Insekten und Muscheln konnten im Fossilbericht nachgewiesen werden. Ein prominentes Beispiel für ein gefundenes Nicht-Dinosaurier-Fossil ist das urzeitliche Krokodil Deinosuchus, das vermutlich sogar Jagd auf Dinosaurier machte.